# Ronn Moss
Ronn Moss, właśc. Ronald Montague Moss (ur. 4 marca 1952 w Los Angeles) – amerykański aktor telewizyjny i wokalista.

## Życiorys

### Wczesne lata
Urodził się w Los Angeles w stanie Kalifornia w rodzinie pochodzenia angielskiego, szkockiego, irlandzko–czirokeskiego, jako drugi z trojga dzieci Maudine Elizabeth (z domu Creason) i Johna Ronalda Mossa. Ma starszego brata Steve’a i młodszą siostrę Lindę. 
Ukończył University of California w Los Angeles. Początkowo myślał o zawodzie chirurga. Zmienił plany, gdy odkrył muzykę.

### Kariera muzyczna
W wieku 10 lat, gdy obejrzał program o zespole The Beatles, zabrał starszemu bratu gitarę i chciał zostać drugim George’em Harrisonem. Kiedy miał 11 lat, za zarobione pieniądze w ogrodach sąsiadów kupił sobie gitarę, a następnie rozpoczął grę na perkusji, gitarze i gitarze basowej. Na początku lat 70. grał jazz w nocnych klubach Los Angeles. W 1976 Moss połączył siły twórcze z innym wokalistą / gitarzystą Peterem Beckettem, gitarzystą / klawiszowcem J.C Crowleyem i perkusistą Johnem Friesenem, tworząc zespół soft rockowy Player, głównie jako basista i wokalista. W garażu w Hollywood Hills napisali i ćwiczyli muzykę, która przyciągnęła uwagę impresaria muzycznego Roberta Stigwooda, który podpisał ich kontrakt z RSO Records. 
1 września 1977 został wydany debiutancki album Player. W 1978 ukazał się singel „Baby Come Back” i przez trzy tygodnie znajdował się na pierwszym miejscu listy przebojów Billboard obok „Sara Smile” Hall & Oates oraz „How Much I Feel” w wyk. zespołu Ambrosia jako jedna z nielicznych piosenek białego artysty, które były odtwarzane w stacjach radiowych promujących głównie czarnoskórych artystów. To pozwoliło im wnieść swój wkład w gatunek muzyczny znany jako biały soul, w którym biali artyści śpiewają z silnym wpływem R&B.
Player został wybrany najlepszym nowym artystą 1978 na liście honorowej magazynu Billboard. Ich następny singiel, „This Time I’m in It for Love”, również zadebiutował w marcu 1978 na 10. miejscu. Potem impresario muzyczny Robert Stigwood przy współpracy z RSO Records pomógł grupie wydać album Danger Zone (1978), a następnie nakładem wydawnictwa Casablanca Records label ukazała się płyta Room With a View (1980). Zespół koncertował z takimi wykonawcami jak: Gino Vanelli, Boz Scaggs, Eric Clapton, Heart i The Little River Band. W 1981 zespół zawiesił działalność.
W 2000 nagrał i wydał w Holandii płytę pt. I’m your Man z dwunastoma piosenkami o miłości, w większości jego autorstwa, m.in. „It’s called Butterfly” – nagrana na cześć jego dwóch córek. W 2005 ukazała się jego druga solowa płyta pt. Uncovered, na której znalazło się dwanaście utworów, wśród nich „Butterfly” - dedykowana córkom, napisana przez Mossa. W ramach promocji odbył trasę koncertową po Stanach Zjednoczonych, Australii, Europie (m.in. we Francji, Niemczech, Włoszech i krajach skandynawskich) i Azji (m.in. Japonii i Indiach). 
Australijska edycja jego solowej płyty I’m Your Man (2002) zawiera świeży duet z oryginalnego hitu „Baby Come Back” oraz dwa bonusowe utwory: „That’s When I’ll Be Gone” i „Mountain”. W 2005 wydał swój drugi solowy album, Uncovered. Od sierpnia do września 2006 wraz ze swoim zespołem odbył trasę po Australii.
W 2015 zespół Player wyruszył w trasę koncertową, gdzie Moss i Peter Beckett grali na koncertach z grupą Orleans i Ambrosia, a także na kilku koncertach „Yacht Rock” z Little River Band.
Po procesie sądowym przeciwko byłemu koledze z zespołu Player, Peterowi Beckettowi w sprawie używania znaku towarowego, Ronn zadebiutował jako Player Ronn Mossa na przyszłych koncertach Player. 
W marcu 2019 Moss koncertował w Australii solo, a latem 2019 po raz pierwszy koncertował we Włoszech.

### Kariera ekranowa
W 1981 uczył się sztuki aktorskiej z Charlsem Conrodem, Chrisem O’Brienem, Kathleen King oraz Peggy Feury. Debiutował na dużym ekranie rolą chrześcijańskiego rycerza Ruggero we włoskim filmie przygodowym Serca i zbroja (I Paladini – storia d'armi e d'amori, 1983) z Tanyą Roberts. Wystąpił w filmach klasy C: dramacie Gorące dziecko w mieście (Hot Child in the City, 1987) i filmie przygodowym Bilet na Hawaje (Hard Ticket to Hawaii, 1987).
W 1987 przyjął rolę Ridge’a Forrestera w operze mydlanej CBS Moda na sukces (The Bold and the Beautiful). Ta ekranowa postać przyniosła mu ogromną sławę i uznanie w oczach telewidzów i pięciokrotną nominację do nagrody Soap Opera Digest (w latach 1993–1995, 1997–1998). 
W 2010 brał udział we włoskiej edycji programu Taniec z gwiazdami, gdzie z Sarą Di Vairą zajął 2 miejsce.
11 sierpnia 2012 ogłoszono, że Moss odejdzie z obsady Mody na sukces po 25 latach. Ostatni raz pojawił się 14 września 2012.
12 maja 2014 Moss wraz ze swoim zespołem Player wystąpił w operze mydlanej ABC Szpital miejski (General Hospital) w ramach balu pielęgniarek w 2014, gdzie wykonali swój hitowy singiel „Baby Come Back”.
W 2019 w Taorminie otrzymał włoską nagrodę Premio Cinematografico delle Nazioni za całokształt.

### Rodzina
Od 1 stycznia 1990 do lipca 2002 był żonaty z młodszą o osiem lat aktorką i pisarką Shari Shattuck, z którą ma dwie córki: Creason Carbo (ur. 26 lutego 1994) i Calee Modine (ur. 19 listopada 1998). Powodem rozwodu był romans Shari Shattuck z Josephem Stachurą, dyrektorem artystycznym Knightsbridge Theatre. Moss dowiedział się o romansie żony z brukowców. Od lipca 2008 spotykał się z Devin DeVasquez, eks-dziewczyną „Playboya”. 25 września 2009 pobrali się.
Jego ulubieni aktorzy to Peter O’Toole, Henry Fonda i Jimmy Stewart, a ulubioną aktorką jest Katharine Hepburn. Do jego hobby należy fotografowanie.

## Filmografia

### Filmy fabularne
- 1983: Serca i zbroja (I Paladini – storia d'armi e d'amori) jako Ruggero
- 1987: Bilet na Hawaje (Hard Ticket to Hawaii) jako Rowdy Abilene
- 1987: Gorące dziecko w mieście (Hot Child in the City) jako Tony
- 1990: Predator 2 jako Jerome
- 2000: Zastępstwo (The Alternate) jako fałszywy prezydent
- 2004: Zakochane święta (Christmas in Love) jako on sam
- 2005: G'Day LA jako Dean
- 2007: Her Morbid Desires jako hrabia Dracula
- 2008: Piorun jako dr Forrester (głos)

### Seriale TV
- 1984: Dni naszego życia (Days of Our Lives) jako kelner w Las Vegas
- 1985: Trapper John, M.D. – odc. All the King’s Horses... jako jeździec
- 1987-2012: Moda na sukces (The Bold and the Beautiful) jako Ridge Forrester
- 1996: Baron (Il Barone) jako Bruno Brian Sajeva

## Dyskografia

### Albumy solowe
- 2005: Uncovered
- 2000: I'm your Man

### Albumy wydane z zespołem Player
- 2002: Room with a View
- 2001: Player and Danger Zone (CD)
- 1999: The Best Of Player and Baby Come Back
- 1995: Electric Shadows (Japonia)
- 1995: Lost In Reality
- 1990: Player – Best Of
- 1982: Spies of Life
- 1981: Room with a View
- 1980: Player
- 1978: Danger Zone